# Аритметика
Аритметиката (на гръцки: αριθμός) е най-старият дял на математиката, която изучава свойствата на числата и операциите в числови множества. Карл Фридрих Гаус посвещава на аритметиката знаменитата фраза: „Математиката е кралицата на науките, а аритметиката е кралицата на математиката“. Първите печатни издания на български я споменават и като наука числителна или числителница.

## История

### В Древността
Пресмятания възникват много преди създаването на стигналите до нас писмени паметници. Най-старият математически писмен паметник е папирусът на Райд от 2000 г. пр.н.е. Египтяните са смятали с адитивна йероглифна система, а умножение са извършвали чрез удвояване. Действията с дробите свеждали до операции с дроби от вида 1/n. По-сложните дроби разбивали с помощта на таблици на суми от аликвотни дроби. Деление се осъществявало чрез изваждане от делимото на числа, получавани в процеса на последователното удвояване на делителя. Шестдесетичната бройна система в древен Вавилон създавала големи трудности при извършване на аритметичните действия.
Гърците отделили методите за изчисляване в отделна наука, наречена логистика, се разпространява и в средновековна Европа. Гръцките математици рязко разграничавали понятията „число“ и „величина“. За числа приемали естествените числа. Те извършвали изчисления с обикновени дроби, но не ги приемали за числа.
Евклид посвещава 7-ата и 8-ата книга от „Елементи“ изцяло на аритметиката. Той показва алгоритъм за намиране на най-голям общ делител, теореми за прости числа, теория на пропорциите (дробите), обосновава комутативността и дистрибутивността на умножението и др. В ръкописите на Диофант са открити действия със степени и някои методи за изваждане.
През II век китайските математици оперирали с дроби и отрицателни числа. Малко по-късно започнали да извличат квадратни и кубични корени. Писмени източници от 5 век доказват силното развитие на аритметиката в Индия, напр. десетичната бройна система. Индийската математика оказва силно влияние върху развитието на аритметичните знания на арабите. Трактат по аритметика от Мохамед ал-Хорезми от 9 век съдържа използване на десетичната бройна система и методи за събиране, изваждане, умножение, деление и извличане на квадратен корен.

### В Европа
Развитието на аритметиката в Европа е свързано с разпространяването на десетичната бройна система и на арабските цифри. В средните векове широко е използван абакът. Леонардо Пизански написва своя трактат „Книга за абака“, където излага заимстваните от арабски източници методи за пресмятане и ги усавършенства. Разглежда задачи за тройно правило, рекурентни зависимости, аритметични и геометрични прогресии и др.
Първите стъпки към прилагането на десетичните дроби са от XV в., а широко разпространение те получават през XVI век след публикуването на трактата на С. Стевин. Тогава се прилагат и различни схеми за умножение и деление на многоцифрени числа. Отрицателните числа се появяват в Европа за първи път в бележки на Леонардо, но операциите с тях са систематизирани от Михаел Щифел.
Аритметичните действия с ирационални числа по това време се ограничават с квадратни корени. Италианските математици С. Дал Феро и Н. Тарталия започват да използват кубични корени за решаването на кубични уравнения. Понятието „реално число“ влиза в употреба постепенно във връзка с развитието на аналитичната геометрия и математическия анализ. Аритметиката на комплексните числа започва с работите на Р. Бомбели (XVI в.) и е окончателно изградена с помощта на Моавър и на Леонард Ойлер.
Логаритмуването започва да се прилага през първата половина на XVII век след работите на Джон Непер и Й. Бюрги. През XVII век В. Шикард и Блез Паскал създават независимо един от друг сметачни машини. Във връзка с последвалото развитие на изчислителната техника актуално става търсенето на алгоритми те позволяват да се изпълняват аритметични действия с най-малък брой елементарни операции.

### Съвременно развитие
През XIX век е открит методът на матемаическото моделиране за обосноваване на математически теории. Този метод позволява непротиворечивостта на една математическа теория да се сведе до непротиворечивостта на друга теория. Така непротиворечивостта на евклидовата геометрия се свежда до непротиворечивостта на аритметиката на реалните числа.
Към края на XIX век обосноваването на аритметиката изглежда завършено. Рихард Дедекинд и независимо от него Джузепе Пеано посочват система аксиоми на аритметиката на естествените числа, от която могат да се изведат всички известни твърдения на тази наука. Освен това използването на теорията на множествата позволява на Дедекинд, Георг Кантор и Карл Вайерщрас да построят теорията на реалните числа.
След като стават известни парадоксите в теорията на множествата, възниква въпросът дали парадокси ще се появят и в аритметиката на естествените и на реалните числа. Според Давид Хилберт в теорията на множествата възникват парадокси поради това, че безотказно работещи при крайни системи от обекти начини на разсъждаване се прилагат без достатъчно обосноваване при безкрайни съвкупности. Неговите надежди да се справи с възникналите парадокси не се оправдават.
През 1931 г. Курт Гьодел доказва непълнотата на формалната аритметика. Той показва, че непротиворечивостта на една формална система може да бъде обоснована само с по-силни средства от тези, които са формализирани в дадената система.
През 1936 г. Г. Генцен намира доказателство за непротиворечивостта на формалната аритметика, което използва трансфинитна индукция. От опитите за преодоляване на трудностите, свързани с обосноваването на аритметиката на реалните числа, възниква конструктивното направление в математиката.

## Аритметични действия
Основните аритметични действия са събиране, изваждане, умножение и деление, макар че към аритметиката се отнасят и по-сложни действия, като свързаните с проценти, квадратни корени, степенуване, логаритми и дори тригонометрични функции в контекста на алгоритми, като простафорезисния.
Аритметичните изрази трябва да се изчисляват при определен ред на изпълнение на действията. Има няколко метода за определянето му. Най-често, наред с инфиксния запис, това става с експлицитно използване на скоби и определен ред на действията. Друг начин е използването на префиксен или постфиксен запис, който сам по себе си еднозначно определя реда на изпълнение.
Всяко множество от обекти, върху което могат да се извършват всичките четири аритметични действия (с изключение на деление на нула) с обичайните им свойства, се нарича поле и е един от основните предмети на изследване на алгебрата.

### Събиране
Събирането е основното аритметично действие. В своята най-проста форма събирането съчетава две числа, наричанисъбираеми в едно число, сбор: {\displaystyle a+b=c}. Събирането на повече от две числа може да се разглежда като последователно събиране на двойки числа, а многократното събиране на числото 1 е най-простата форма на броене.
Събирането е комутативно и асоциативно линейно аритметично действие, поради което редът на събиране на двойките числа не променя крайния резултат. Неутралният елемент на събирането е числото 0. Обратният елемент на събирането е съответното число ({\displaystyle a}) с обратен знак ({\displaystyle -a}). Обобщяване на събирането е операторът за сума, {\displaystyle \Sigma }.

### Изваждане
Изваждането е аритметично действие, обратно на събирането. При него се намира разликата на две числа, умаляемо и умалител. Изваждането не е нито комутативно, нито асоциативно. По тази причина често е възможно да се разглежда като събиране на умаляемото и умалителя, но с обратен знак: {\displaystyle a-b=a+(-b)}. В този вид е възможно прилагането на свойствата на събирането.

### Умножение
Умножението е основно аритметично действие, производно на многократно събиране. При него също от две числа, множители, се получава едно ново число, произведение: {\displaystyle a.b=c}. Подобно на събирането, умножението е комутативно и асоциативно. Освен това то е дистрибутивно по отношение на събирането и изваждането. Неутралният елемент при умножение е 1. Обратният елемент при умножение на дадено число {\displaystyle a}, различно от 0, е неговата реципрочна стойност {\displaystyle {\frac {1}{a}}}. Обобщяване на умножението е операторът за произведение, {\displaystyle \Pi }.

### Деление
Делението е аритметично действие, обратно на умножението. При него се намира частното на две числа, делимо и делител. Делението на 0 е недефинирано. Делението не е нито комутативно, нито асоциативно. По тази причина понякога е удобно то да се разглежда като умножение на делимото и реципрочната стойност на делителя: {\displaystyle a:b=a.{\frac {1}{b}}}. В тази форма могат да се използват всички свойства на умножението.